# Liste des titres musicaux numéro un en Autriche en 2000
Cette page liste les titres numéro un dans les meilleures ventes de disques en Autriche pour l'année 2000.

## Classement des singles
| №  | Date          | Artiste             | Titre                              |
| -- | ------------- | ------------------- | ---------------------------------- |
| 1  | 7 janvier     | Stefan Raab         | Maschen-Draht-Zaun                 |
| 2  | 14 janvier    | Stefan Raab         | Maschen-Draht-Zaun                 |
| 3  | 21 janvier    | Stefan Raab         | Maschen-Draht-Zaun                 |
| 4  | 28 janvier    | Eiffel 65           | Move Your Body                     |
| 5  | 4 février     | Eiffel 65           | Move Your Body                     |
| 6  | 11 février    | Eiffel 65           | Move Your Body                     |
| 7  | 18 février    | Anton feat. DJ Ötzi | Anton aus Tirol                    |
| 8  | 25 février    | Anton feat. DJ Ötzi | Anton aus Tirol                    |
| 9  | 3 mars        | Anton feat. DJ Ötzi | Anton aus Tirol                    |
| 10 | 10 mars       | French Affair       | My heart goes boom (la di da da)   |
| 11 | 17 mars       | Anton feat. DJ Ötzi | Anton aus Tirol                    |
| 12 | 24 mars       | Anton feat. DJ Ötzi | Anton aus Tirol                    |
| 13 | 31 mars       | Anton feat. DJ Ötzi | Anton aus Tirol                    |
| 14 | 7 avril       | Anton feat. DJ Ötzi | Anton aus Tirol                    |
| 15 | 14 avril      | Anton feat. DJ Ötzi | Anton aus Tirol                    |
| 16 | 21 avril      | Anton feat. DJ Ötzi | Anton aus Tirol                    |
| 17 | 28 avril      | Anton feat. DJ Ötzi | Anton aus Tirol                    |
| 18 | 5 mai         | Zlatko              | Ich vermiss Dich … (wie die Hölle) |
| 19 | 12 mai        | Zlatko              | Ich vermiss Dich … (wie die Hölle) |
| 20 | 19 mai        | Zlatko              | Ich vermiss Dich … (wie die Hölle) |
| 21 | 26 mai        | Zlatko              | Ich vermiss Dich … (wie die Hölle) |
| 22 | 2 juin        | Bon Jovi            | It’s My Life                       |
| 23 | 9 juin        | Bon Jovi            | It’s My Life                       |
| 24 | 16 juin       | Bomfunk MC's        | Freestyler                         |
| 25 | 23 juin       | Bomfunk MC's        | Freestyler                         |
| 26 | 30 juin       | Bomfunk MC's        | Freestyler                         |
| 27 | 7 juillet     | Bomfunk MC's        | Freestyler                         |
| 28 | 14 juillet    | Bomfunk MC's        | Freestyler                         |
| 29 | 21 juillet    | Bomfunk MC's        | Freestyler                         |
| 30 | 28 juillet    | ATC                 | Around the World (La La La La La)  |
| 31 | 4 août        | ATC                 | Around the World (La La La La La)  |
| 32 | 11 août       | ATC                 | Around the World (La La La La La)  |
| 33 | 18 août       | ATC                 | Around the World (La La La La La)  |
| 34 | 25 août       | ATC                 | Around the World (La La La La La)  |
| 35 | 1er septembre | Britney Spears      | Lucky                              |
| 36 | 8 septembre   | Britney Spears      | Lucky                              |
| 37 | 15 septembre  | Britney Spears      | Lucky                              |
| 38 | 22 septembre  | Britney Spears      | Lucky                              |
| 39 | 29 septembre  | Melanie C.          | I Turn to You                      |
| 40 | 6 octobre     | Rednex              | The Spirit of the Hawk             |
| 41 | 13 octobre    | Rednex              | The Spirit of the Hawk             |
| 42 | 20 octobre    | Rednex              | The Spirit of the Hawk             |
| 43 | 27 octobre    | Rednex              | The Spirit of the Hawk             |
| 44 | 3 novembre    | Rednex              | The Spirit of the Hawk             |
| 45 | 10 novembre   | Rednex              | The Spirit of the Hawk             |
| 46 | 17 novembre   | Gigi d'Agostino     | La passion                         |
| 47 | 24 novembre   | Gigi d'Agostino     | La passion                         |
| 48 | 1er décembre  | Gigi d'Agostino     | La passion                         |
| 49 | 8 décembre    | Gigi d'Agostino     | La passion                         |
| 50 | 15 décembre   | Gigi d'Agostino     | La passion                         |
| 51 | 22 décembre   | Gigi d'Agostino     | La passion                         |
| 52 | 29 décembre   | Gigi d'Agostino     | La passion                         |

## Classement des albums
| №  | Date          | Artiste             | Titre                                             |
| -- | ------------- | ------------------- | ------------------------------------------------- |
| 1  | 7 janvier     | Céline Dion         | All The Way... A Decade of Song                   |
| 2  | 14 janvier    | The Corrs           | Unplugged                                         |
| 3  | 21 janvier    | The Corrs           | Unplugged                                         |
| 4  | 28 janvier    | The Corrs           | Unplugged                                         |
| 5  | 4 février     | The Corrs           | Unplugged                                         |
| 6  | 11 février    | The Corrs           | Unplugged                                         |
| 7  | 18 février    | HIM                 | Razorblade Romance                                |
| 8  | 25 février    | HIM                 | Razorblade Romance                                |
| 9  | 3 mars        | Santana             | Supernatural                                      |
| 10 | 10 mars       | AC/DC               | Stiff Upper Lip                                   |
| 11 | 17 mars       | Santana             | Supernatural                                      |
| 12 | 24 mars       | Santana             | Supernatural                                      |
| 13 | 31 mars       | Santana             | Supernatural                                      |
| 14 | 7 avril       | Santana             | Supernatural                                      |
| 15 | 14 avril      | Santana             | Supernatural                                      |
| 16 | 21 avril      | Santana             | Supernatural                                      |
| 17 | 28 avril      | Anton feat. DJ Ötzi | Das Album                                         |
| 18 | 5 mai         | Anton feat. DJ Ötzi | Das Album                                         |
| 19 | 12 mai        | Guano Apes          | Don't Give Me Names                               |
| 20 | 19 mai        | Anton feat. DJ Ötzi | Das Album                                         |
| 21 | 26 mai        | Britney Spears      | Oops!... I Did It Again                           |
| 22 | 2 juin        | Britney Spears      | Oops!... I Did It Again                           |
| 23 | 9 juin        | Bon Jovi            | Crush                                             |
| 24 | 16 juin       | Bon Jovi            | Crush                                             |
| 25 | 23 juin       | Bon Jovi            | Crush                                             |
| 26 | 30 juin       | Bon Jovi            | Crush                                             |
| 27 | 7 juillet     | Bon Jovi            | Crush                                             |
| 28 | 14 juillet    | Bon Jovi            | Crush                                             |
| 29 | 21 juillet    | Bon Jovi            | Crush                                             |
| 30 | 28 juillet    | The Corrs           | In Blue                                           |
| 31 | 4 août        | The Corrs           | In Blue                                           |
| 32 | 11 août       | The Corrs           | In Blue                                           |
| 33 | 18 août       | Gigi d'Agostino     | L'amour toujours                                  |
| 34 | 25 août       | The Corrs           | In Blue                                           |
| 35 | 1er septembre | Gigi d'Agostino     | L'amour toujours                                  |
| 36 | 8 septembre   | Gigi d'Agostino     | L'amour toujours                                  |
| 37 | 15 septembre  | Gigi d'Agostino     | L'amour toujours                                  |
| 38 | 22 septembre  | Gigi d'Agostino     | L'amour toujours                                  |
| 39 | 29 septembre  | Madonna             | Music                                             |
| 40 | 6 octobre     | Madonna             | Music                                             |
| 41 | 13 octobre    | Madonna             | Music                                             |
| 42 | 20 octobre    | Limp Bizkit         | Chocolate Starfish and the Hot Dog Flavored Water |
| 43 | 27 octobre    | Limp Bizkit         | Chocolate Starfish and the Hot Dog Flavored Water |
| 44 | 3 novembre    | Lenny Kravitz       | Greatest Hits                                     |
| 45 | 10 novembre   | U2                  | All That You Can't Leave Behind                   |
| 46 | 17 novembre   | U2                  | All That You Can't Leave Behind                   |
| 47 | 24 novembre   | The Beatles         | 1                                                 |
| 48 | 1er décembre  | The Beatles         | 1                                                 |
| 49 | 8 décembre    | The Beatles         | 1                                                 |
| 50 | 15 décembre   | The Beatles         | 1                                                 |
| 51 | 22 décembre   | The Beatles         | 1                                                 |
| 52 | 29 décembre   | The Beatles         | 1                                                 |